# Coviglia
La coviglia es un gelato semifrío italiano de elaboración artesanal, tradicional de la gastronomía de Nápoles. Generalmente tiene sabor de café, chocolate, almendra o frambuesa.
Fue creado a finales del siglo XVII, siendo servido en copitas metálicas para que se mantuviera lo más cremoso posible (supuestamente, coviglia deriva de la palabra española cubillo). Entre el siglo XVIII y XIX quedó reservado a la nobleza napolitana, pero a finales del siglo XIX se hizo popular en todas las capas de población. A partir de mediados del siglo XX, se preparaba en las pastelerías de Mergellina para los banquetes junto al spumone. Su popularidad disminuyó en años recientes.
Fue descrito por Matilde Serao en su libro Paese di cuccagna.